# 李大鹏
李大鹏（1950年1月17日—），浙江永嘉人，汉族，中华人民共和国医学家，中国工程院院士、康莱特集团董事长。中国共产党党员，第十一届全国人民代表大会浙江地区代表。

## 生平
毕业于上海第一医学院药学专业。2008年起担任全国人大代表。